# Championnat de Malte de football 1911-1912
Navigation
Saison précédente Saison suivante
La saison 1911-1912 de First Division Maltaise est la deuxième édition de la première division maltaise.
Lors de cette saison, le Floriana FC a conservé son titre de champion face aux quatre meilleurs clubs maltais lors d'une série de matchs se déroulant sur toute l'année.
Les cinq clubs participants au championnat ont été confrontés une fois aux quatre autres.
Le Floriana FC a été sacré champion de Malte pour la deuxième fois.

## Les cinq clubs participants
| Club                | Stade            | Capacité | Ville      |
| ------------------- | ---------------- | -------- | ---------- |
| Floriana FC         | -                | -        | Floriana   |
| Hamrun Spartans     | Victor Tedesco   | 6 000    | Hamrun     |
| Sliema Wanderers FC | Guze Fava Ground | 4 000    | Sliema     |
| St. George's FC     | -                | -        | Bormla     |
| Valletta United     | -                | -        | La Valette |

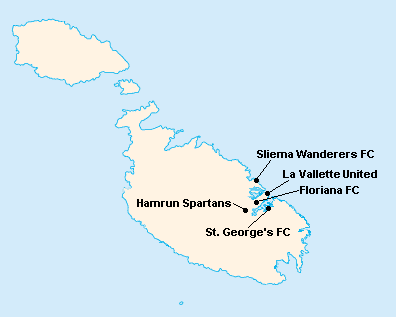
Localisation des clubs engagés dans le championnat.

L'île de Malte étant relativement petite, les clubs évoluent tous au stade National Ta'Qali (17 400 places). Certains cependant ont leur propre enceinte qu'ils peuvent éventuellement utiliser.

## Compétition

### Classement
| Rang | Équipe              | Pts | J | G | N | P | Bp | Bc | Diff |
| ---- | ------------------- | --- | - | - | - | - | -- | -- | ---- |
| 1    | Floriana FC (T)     | 8   | 4 | 4 | 0 | 0 | 7  | 0  | +7   |
| 2    | Hamrun Spartans (P) | 4   | 4 | 1 | 2 | 1 | 4  | 3  | +1   |
| 3    | St. George's FC (P) | 3   | 4 | 1 | 1 | 2 | 2  | 3  | -1   |
| 4    | Valletta United (P) | 3   | 4 | 1 | 1 | 2 | 2  | 4  | -2   |
| 5    | Sliema Wanderers FC | 2   | 4 | 0 | 2 | 2 | 1  | 6  | -5   |

| Légende : Qualifications et relégations | Légende : Qualifications et relégations                  |
| --------------------------------------- | -------------------------------------------------------- |
|                                         | (T) : Tenant du titre 1909-1910 (P) : Promu en 1909-1910 |

## Bilan de la saison
| Tableau d'Honneur       |             |
| Compétition             | Vainqueur   |
| First Division Maltaise | Floriana FC |

| Promotions et relégations            |                                                   |
| Relégués en Second Division Maltaise | Aucun                                             |
| Promus de Second Division Maltaise   | Melita-Vittoriosa Msida Rangers Senglea Shamrocks |